# Casino de Bordeaux
Le Casino de Bordeaux est un casino détenu par le groupe Barrière qui a ouvert ses portes en 2005. 
Le casino est couplé à l'hôtel Pullman Aquitania et dispose d'un théâtre pouvant accueillir plus de 700 personnes où sont organisés régulièrement des spectacles et concerts.

## Géographie
Le Casino de Bordeaux est situé rue du Cardinal Richaud, en périphérie de la ville sur les bords du Lac, près du parc des expositions et du Palais des congrès, au nord de Bordeaux.

## Histoire
Les jeux sont pratiqués clandestinement à Bordeaux au XVIIIe siècle dans de nombreux tripots. De passage à Bordeaux,  Buffon écrit à son ami Ruffey  en 1731 :  « Le jeu est, ici, la seule occupation, le plaisir de tous ces gens... Il faut être bien bête pour donner dans un pareil panneau ». Une ordonnance du 26 avril 1790 interdit, sans grand succès, tous les jeux de hasard dans la ville. En 1836, six cercles de jeux sont an activité autour du Grand Théâtre. En 1838, le jeu de paume de la rue Rolland prend le nom de « Casino »  et se transforme en salle de concerts et de bals, mais n'est pas un établissement de jeux. En mars 1896, Le Casino des Lilas crée le « Cercle artistique de Caudéran » où sont pratiqués les jeux de poker, baccarat et petits chevaux.
La première ouverture du casino a eu lieu en 2002 sous l'enseigne Accor Casino qui reçut en 2000 l'autorisation d'ouvrir un casino dans la ville de Bordeaux avec un accord de concession délivré par la mairie.

## Architecture
Le Casino de Bordeaux a une architecture moderne. En effet, il est principalement composé de béton, de verre et de métal. L'architecture comprend un système de jeux de lumière qui se caractérise par différents volumes imbriqués les uns dans les autres. 

## Caractéristiques
Le complexe propose deux bars, un restaurant panoramique, une brasserie, ainsi que des espaces de réunions et d'évènements. À l'intérieur, l'ambiance est sombre et les murs sont sobres.
Il y a également une salle de spectacle qui propose des animations en tous genres tels que des concerts, des spectacles de danse, des dîners-spectacle, de l'humour, de la magie et du cirque ainsi que du théâtre. Cette dernière dispose de 718 places.

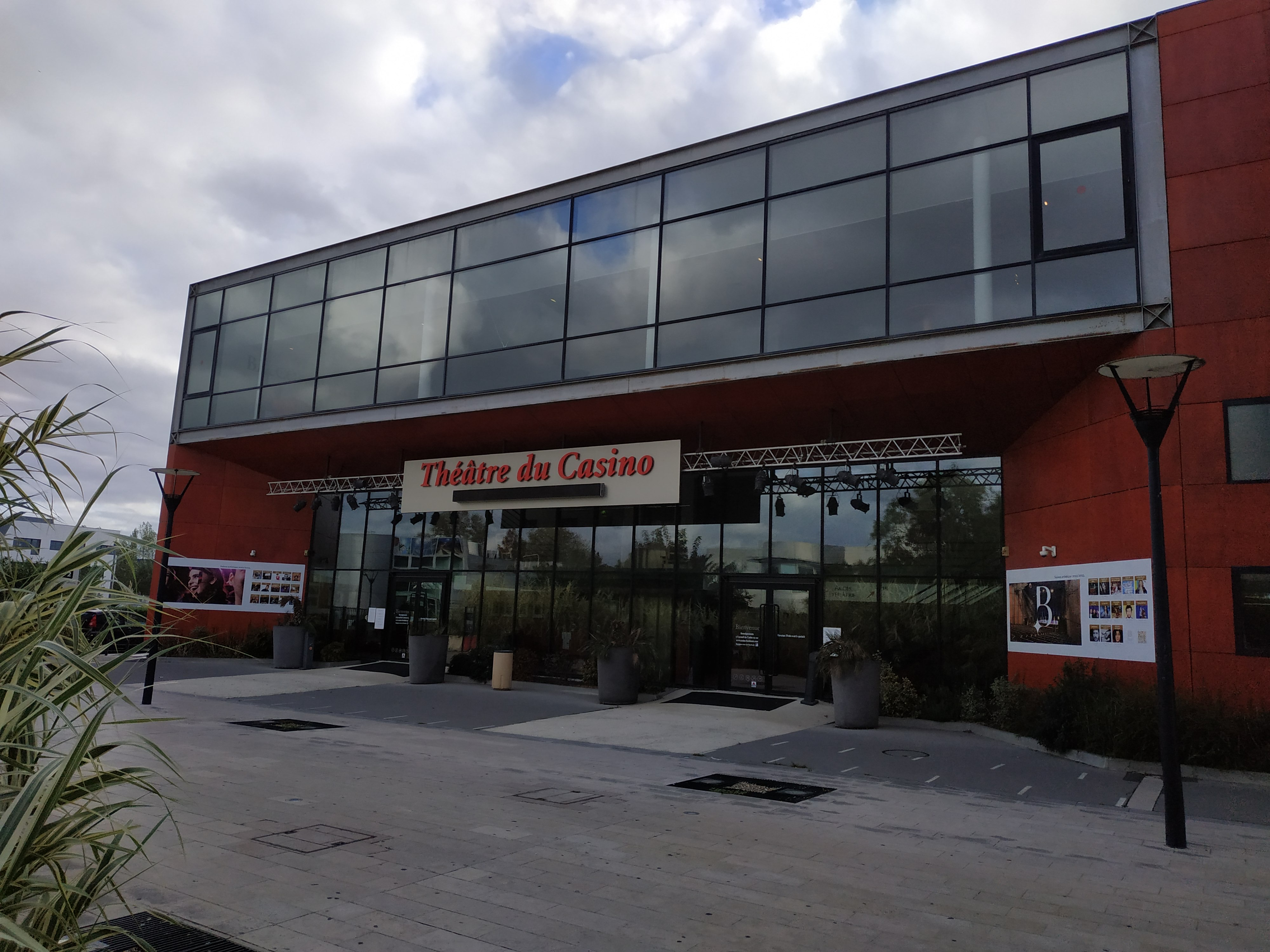
Vue de la façade du théâtre du Casino de Bordeaux

La scène est de 112 m2 et est équipée de nombreuses installations sur son plateau. En effet, celle-ci dispose d'un écran monté pour permettre la projection de vidéos ou d'organiser des séances de cinéma. La fosse d'orchestre peut, soit s'agrandir en remontant le proscenium, soit augmenter sa capacité de 48 places de spectateurs, soit pour accueillir un orchestre de 40 musiciens. Le casino dispose d'un système sonore très innovant et performant. 

## Jeux proposés
- Blackjack

- Bataille

- Roulette Anglaise

- Jeu de la boule

- 335 machines à sous
- 15 tables de jeux
- Poker Room
- Jeux électroniques